# De Röda och de Blå
De Röda och de Blå var två militärfraktioner i Argentina, under slutet av 1950- och början av 1960-talet. De definieras utifrån sina förhållanden till Peronismen. De "Röda", "Colorados", betecknade som mest reaktionära, medan de "Blå", Azules, var mer moderata.